# Marko Mihkelson
Marko Mihkelson (Valga, 1969. november 30.) észt újságíró és politikus, az Észt Reformpárt tagja. 2023. április 1-jétől parlamenti képviselő, a Riigikogu tagja, a parlamenti külügyi bizottságának elnöke.

## Életrajza
A valgai 1. sz. gimnáziumban tanult, ahol 1988-ban végzett. Ezt követően a Tartui Egyetemen tanult történelem szakon. 1993-ban szerzett végzett alapszakon, majd 1999-ben szerzett mesterdiplomát az egyetemen. Diplomamunkáját az orosz politikai élet 1990–1996 közötti időszakáról írta.
1993-1994 között a Postimees napilap külföldi hírszerkesztőjeként dolgozott, majd 1994-1997 között a lap moszkvai tudósítója volt. 1997-től 2000-ig a Postimees főszerkesztője volt.
2000-2003 között a Balti Ruszisztikai Központ igazgatójaként dolgozott. Tagja volt a Balti Ruszisztikai Központ Tanácsának,, az Észt Külpolitikai Intézet Tanácsának és az Észak-Európai Szellemi Tulajdon Marketing és Fejlesztési Központnak.
2003 és 2007 között az Európa Tanács Parlamenti Közgyűlésében működő észt küldöttség vezetője, 2011 és 2019 között pedig a NATO Parlamenti Közgyűlésében működő észt küldöttség vezetője és az észt delegáció tagja volt. Tagja a Nemzetközi Védelmi Tanulmányok Központja, a Tallinni Rotary Club és az Észt Tartalékos Tiszti Szövetség tanácsának.
A 2000-es évek elejétől fejt ki politikai tevékenységet. 2001-ben belépett a Res Publica pártba, majd 2006-ban a Res Publika és a Haza Szövetség párok egyesülésével létrejött Haza és Res Publica pártszövetség tagja volt. 2002 és 2003 között önkormányzati képviselőként a Valkai Városi Tanács tagja volt.
2003-ban indult először parlamenti választáson, ahol a Riigikogu tagjává választották. Azóta folyamatosa a parlament tagja, de közben pártot váltott. 2017. június 26-án bejelentette, hogy kilép a Haza és Res Publika pártból, majd 2018. szeptember 4-én csatlakozott az Észt Reformpárthoz. A legutolsó, 2023-as észtországi parlamenti választáson is képviselővé választották. Az észt parlament külügyi bizottságának elnöke.
2004-ben a Res Publika, 2014-ben a Haza és Res Publica képviseletében indult az európai parlamenti választások, de egyik alkalommal sem sikerült mandátumot szereznie.